# Kumamoto International Road Race
A Kumamoto International Road Race foi uma carreira ciclista profissional de um dia japonesa que se disputava em Kumamoto e seus arredores.
Criou-se no 2009 fazendo parte do UCI Asia Tour, dentro da categoria 1.2. Sua última edição foi em 2010.

## Palmarés
| Ano  | Ganhador          | Segundo            | Terceiro         |
| ---- | ----------------- | ------------------ | ---------------- |
| 2009 | Yasuharu Nakajima | Shinichi Fukushima | Miyataka Shimizu |
| 2010 | Takashi Miyazawa  | Yusuke Hatanaka    | Shinri Suzuki    |

## Palmarés por países
| País  | Vitórias |
| ----- | -------- |
| Japão | 2        |